# Topospora myrtilli
Topospora myrtilli är en svampart som först beskrevs av Feltgen, och fick sitt nu gällande namn av Boerema 1970. Topospora myrtilli ingår i släktet Topospora och familjen Helotiaceae.   Inga underarter finns listade i Catalogue of Life.